# Gedenk- und Bildungsstätte Andreasstraße

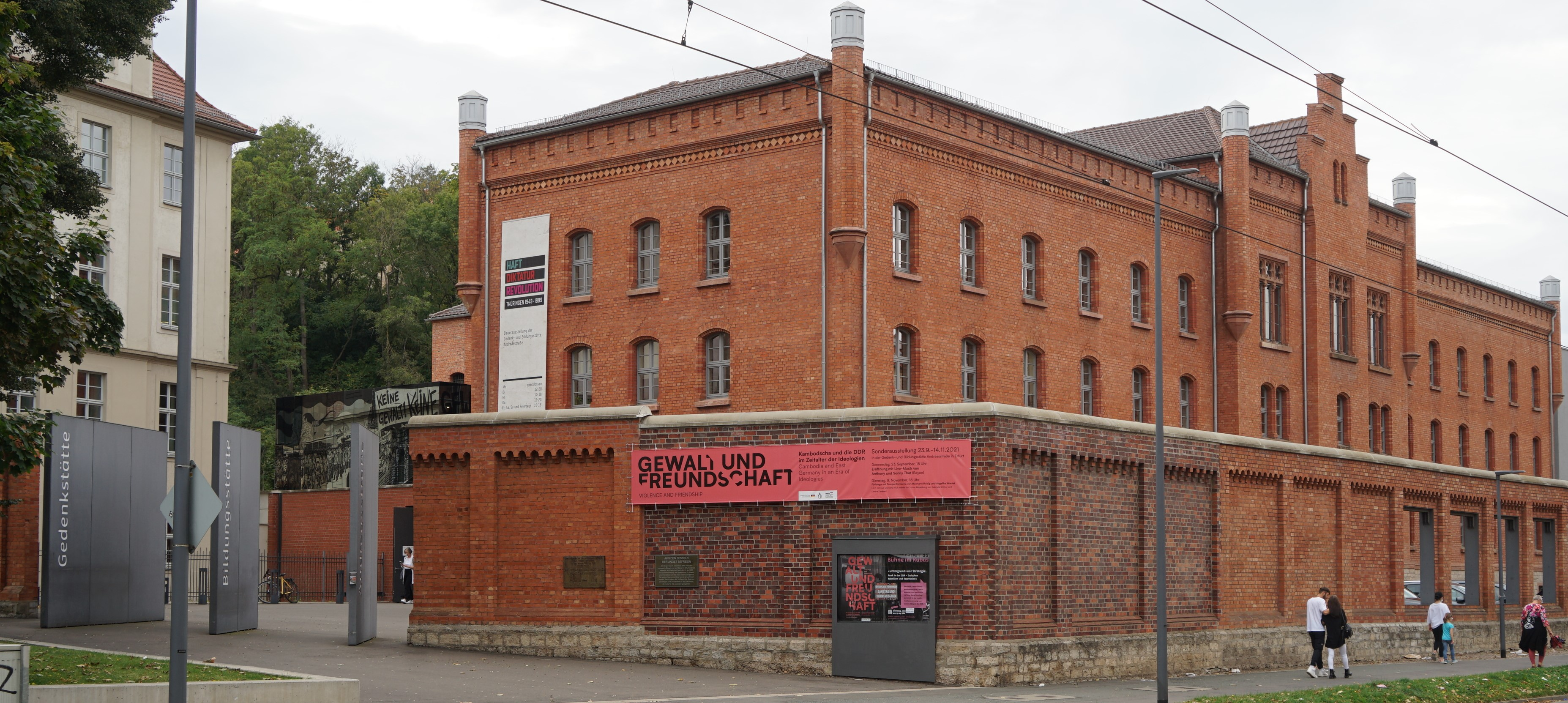
Eingang und Gesamtansicht der Gedenkstätte (2021)

Die Gedenk- und Bildungsstätte Andreasstraße befindet sich am Erfurter Domplatz in einem ehemaligen Gefängnis, in dem zu DDR-Zeiten eine Untersuchungshaftanstalt des Ministeriums für Staatssicherheit (kurz MfS oder „Stasi“) untergebracht war. Die Gedenkstätte ist den ehemaligen politischen Häftlingen gewidmet sowie den Menschen, die hier 1989 erstmals eine „Stasi“-Bezirksverwaltung besetzten. Das Haus ist somit ein Erinnerungsort, der zwei scheinbar gegensätzliche Themen verbindet: Unterdrückung und Befreiung. Mit der Dauerausstellung „Haft – Diktatur – Revolution. Thüringen 1949–1989“ sowie kulturellen Veranstaltungen bietet sie vertiefende historische Einblicke und stellt die Gegensätzlichkeit ihrer Hausgeschichte auch in Führungen, Projekttagen und Workshops dar.

## Vorgeschichte des Ortes
In fünf politischen Systemen – Kaiserreich, Weimarer Republik, Nationalsozialismus, SBZ/DDR und Bundesrepublik – fungierte das Gebäude der heutigen Gedenkstätte als Untersuchungshaftanstalt. Zuvor hatte sich über Jahrhunderte auf dem Gelände am Fuß des Petersbergs ein Handwerker- und Händlerviertel befunden. An der Frontseite zum Domplatz standen prächtige Bürgerhäuser. Dieses Viertel wurde bei der Beschießung Erfurts am 6. November 1813 während der Befreiungskriege zerstört. Seither besitzt der Domplatz seine ungewöhnlich große Ausdehnung. Nördlich davon entstand 1823 die Grünanlage „Louisental“. Sie verschwand mit dem Bau des preußischen Landgerichts und der dazugehörigen Haftanstalt 1874/1879. Das Hafthaus mit seiner Backsteinfassade und den angedeuteten Zimmern ist typisch für die historistische Architektur der Kaiserzeit. Es fasste zunächst 108, später über 200 Inhaftierte. Militärischer Drill und Gehorsam beherrschten den Haftalltag. In der Weimarer Republik kam es zu Lockerungen im Strafvollzug, so auch im Gerichtsgefängnis in der Andreasstraße. Mit Erstarken der NSDAP nach der Weltwirtschaftskrise 1929 wurde der Ruf nach mitleidloser Behandlung von Straftätern laut. Ab 1933 entwickelte sich die Andreasstraße dann auch zu einem Ort der Unterdrückung Andersdenkender. So waren, neben Kriminellen, hunderte politische Gefangene in der Andreasstraße inhaftiert. Unter diesen Häftlingen waren auch die Jugendlichen Jochen Bock, Karl Metzner, Helmut Emmerich, Joachim Nerke und Gerd Bergmann. Die fünf Erfurter Handelsschüler wagten es 1943, eine Widerstandsgruppe zu gründen. Zusammen verfassten die Jugendlichen Flugblätter, in denen sie „Frieden, Freiheit, Brot“ und ein „Ende des Hitler-Blutterrors“ forderten. Die Gruppe wurde noch im Gründungsjahr von verschiedenen Seiten verraten und von der Gestapo verhaftet. Sie entgingen mit Glück einer Verurteilung wegen Hochverrats und erhielten somit anstatt der Todesstrafe Haftstrafen.

## Untersuchungshaftanstalt des Ministeriums für Staatssicherheit
Mit Auflösung der fünf ostdeutschen Länder durch die SED entstanden in der DDR 1952 aus dem bisherigen Land Thüringen die Bezirke Erfurt, Gera und Suhl. Aus dem Landgericht wurde das Bezirksgericht Erfurt, zugleich bezog das MfS in der Andreasstraße 38 seine neue Bezirksverwaltung. Das Untersuchungsgefängnis im Nachbargebäude mit der Nummer 37 teilte sich das MfS mit dem Ministerium des Innern bzw. der Volkspolizei bis 1989. Keller und Erdgeschoss waren der Polizei zugeordnet, das erste und zweite Obergeschoss dem MfS. Das Gefängnis war das einzige der 17 MfS-Untersuchungshaftanstalten der DDR, das von Staatssicherheit und Volkspolizei gemeinsam genutzt wurde. Im Lauf der Zeit entwickelte sich die Bezeichnung „Andreasstraße“ im Erfurter Volksmund zu einem Synonym für Gefängnis und „Stasihaft“.
Mehr als 5000 Menschen wurden hier bis zum Ende der DDR aus politischen Gründen inhaftiert. Haftgründe waren in den frühen Jahren z. B. eine Flugblattaktion im Jahr 1953, durch die zwei Ehepaare nach dem Volksaufstand am 17. Juni für mehrere Jahre inhaftiert wurden. 1960 genügte das Beschmieren einer Abbildung von Walter Ulbricht in der DDR für eine Inhaftierung, weshalb es beispielsweise für den Wurf eines Marmeladenbrotes auf ein Porträt des SED-Generalsekretärs eine zehn monatige Haftstrafe gab. Nach dem Bau der Mauer wurde „Versuchte Republikflucht“ bzw. „Ungesetzlicher Grenzübertritt“ zum hauptsächlichen Haftgrund in der Andreasstraße. Menschen, für die Republikflucht nicht infrage kam, versuchten oftmals durch Ausreiseanträge nach Westdeutschland zu kommen. War man dem MfS schon durch solche Anträge oder auch anderweitig bekannt, war ein Sympathisieren mit Protestbewegungen gegen den Staat bereits Grund genug für das MfS, Bürger in der Andreasstraße zu inhaftieren. Auch aufgrund einer Unterschriftensammlung gegen die Ausbürgerung des DDR-Liedermachers Wolf Biermann im Jahr 1976 wurden Menschen in Erfurt verhaftet und in die Andreasstraße gebracht.

### Der 4. Dezember 1989

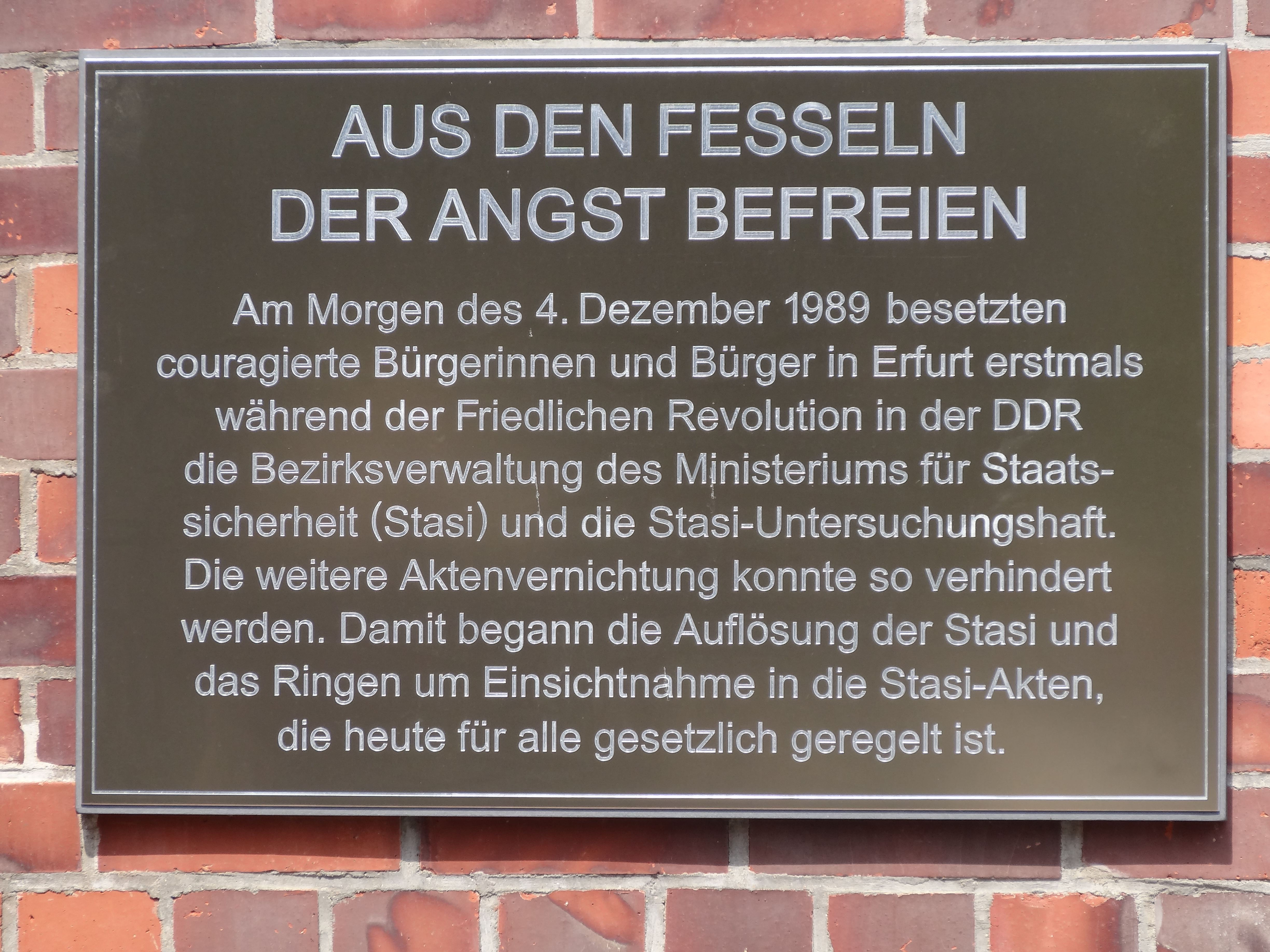
Tafel an der Gedenk- und Bildungsstätte Andreasstraße

Eine bedeutende Wendung der Hausgeschichte ereignete sich am 4. Dezember 1989. An diesem Tag entschlossen sich couragierte Erfurter, unter anderem Angelika Schön, Sabine Fabian, Kerstin Schön, Gabriele Stötzer, Tely Büchner und Barbara Weißhuhn (heute Sengewald), Menschen aus Erfurt zu mobilisieren, um mit ihnen gemeinsam die seit Tagen vermutete Aktenvernichtung in der Stasi-Bezirksverwaltung in der Andreasstraße zu stoppen, das Gebäude zu besetzen und leere Zellen zur Sicherstellung von MfS-Aktenmaterial zu nutzen. Um die sichergestellten Dokumente, Belege für die Menschenrechtsverletzungen durch die Stasi, offenzulegen und somit die Arbeit des Geheimdienstes endgültig zu beenden und eine Rehabilitierung der Opfer zu ermöglichen, gründete sich daraufhin ein Bürgerkomitee in Erfurt. Dieser Akt, die erstmalige Besetzung einer Bezirksverwaltung des MfS an diesem Tag in Erfurt, war ein wichtiger Meilenstein der Friedlichen Revolution und Vorbild für die darauffolgenden Stasi-Besetzungen in Gera und Suhl. Zum Gedenken an dieses historische Ereignis findet jährlich am 4. Dezember eine Veranstaltung vor und in der Gedenkstätte statt.

## Gedenk- und Bildungsstätte

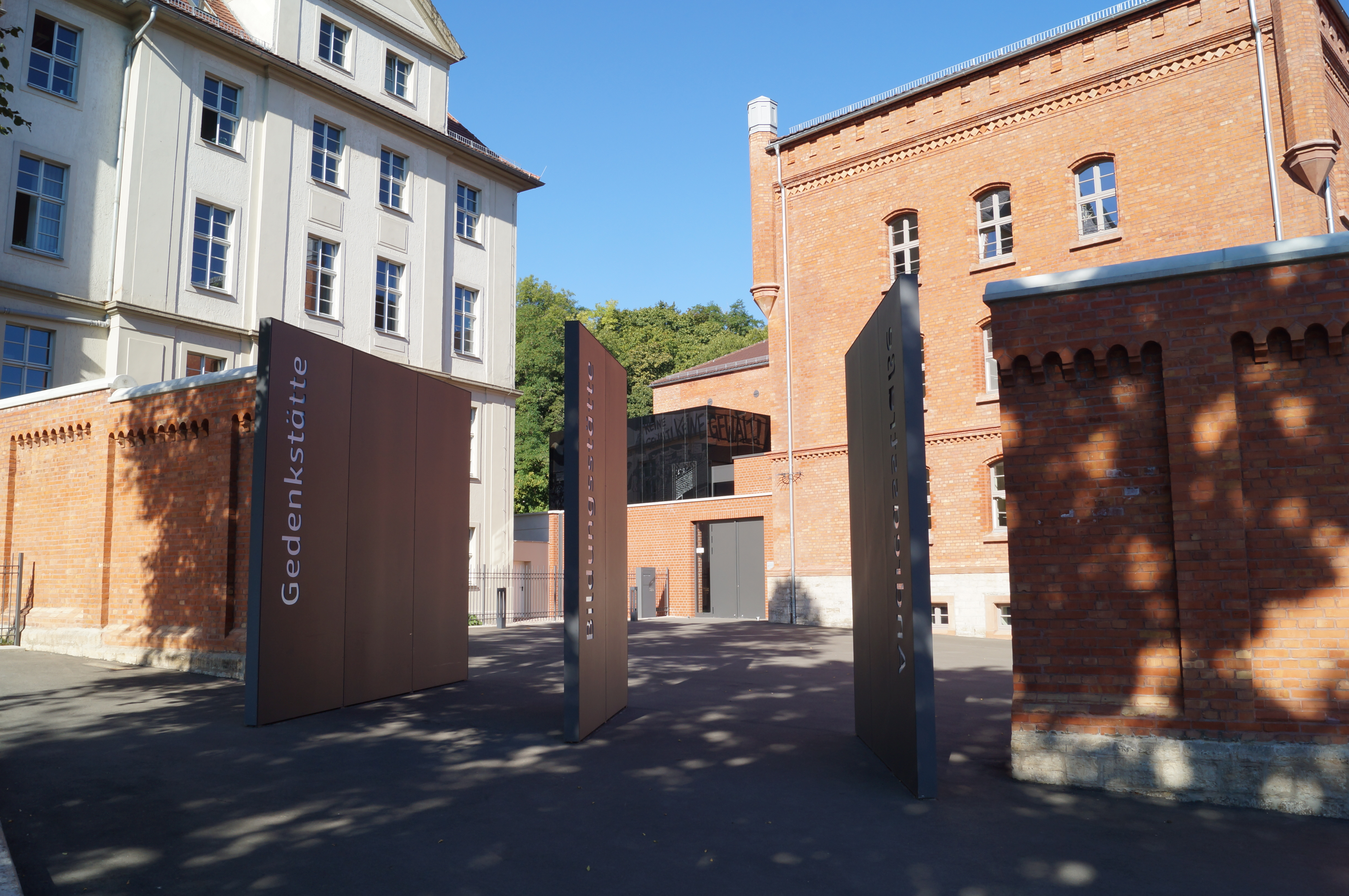
Das Gebäude der heutigen Gedenk- und Bildungsstätte. Im Hintergrund sieht man den Glaskubus mit Bildern der Friedlichen Revolution.

Nach der endgültigen Schließung der Haftanstalt 2002 öffnete nach umfangreichen Umbau- und Sanierungsarbeiten am 4. Dezember 2012 die Gedenk- und Bildungsstätte Andreasstraße als Einrichtung der Stiftung Ettersberg. Die Gedenkstätte befasst sich nicht nur mit dem Thema Stasi-Untersuchungshaft. Sie erinnert an Unterdrückung und Widerstand in Thüringen während der DDR-Zeit. Als Mischung aus Gedenkstätte und zeitgeschichtlichem Museum will sie mit der 2013 eröffneten Dauerausstellung „Haft – Diktatur – Revolution. Thüringen 1949–1989“ sowie mit weiteren Angeboten und Veranstaltungen einen breiteren historischen Rahmen abstecken.
Der Rundgang durch die Dauerausstellung beginnt in der behutsam restaurierten Haftetage im 2. Obergeschoss, zeigt anhand ausgewählter Themen die Lebensbedingungen in der DDR und deren Überwachungssystem, aber auch Beispiele für Unbeugsamkeit und Opposition und endet mit der Überwindung der Diktatur im Erdgeschoss. In der Dauerausstellung finden sich neben zahlreichen Zeitzeugen-Videoclips auch auf realen Erlebnissen beruhende Geschichten im Stil von Graphic Novels.
2014 erhielt die Gedenkstätte den Preis der Britischen Reisejournalisten als „Outstanding new tourism project“. Hinzu kam 2020 die Auszeichnung der Sparkassen-Kulturstiftung mit dem Thüringisch-Hessischen Museumspreis, der alle zwei Jahre beispielhafte Leistungen auf dem Gebiet des Museumswesens in Hessen und Thüringen ehrt. Leiter der Gedenk- und Bildungsstätte ist seit 2012 der Historiker Jochen Voit. In der Gedenk- und Bildungsstätte sind sechs Mitarbeiter sowie zwei wissenschaftliche Volontäre beschäftigt. Zudem sind das FSJ Politik, der BFD Kultur und Bildung sowie Praktika im Haus möglich.
Kooperationspartner sind Zeitzeugen-Vereine („Freiheit e. V.“, „VOS“, „Gesellschaft für Zeitgeschichte“) sowie verschiedene Aufarbeitungsinitiativen und Geschichtsvermittler (u. a. Thüringer Archiv für Zeitgeschichte „Matthias Domaschk“, Unsere Geschichte – Das Gedächtnis der Nation e. V.). Die Gedenk- und Bildungsstätte Andreasstraße ist Mitglied im Museumsverband Thüringen.
Neben der Dauerausstellung existiert seit 2017 zusätzlich ein Ausstellungsmodul im Untergeschoss der Gedenkstätte, das der Aufarbeitung der Hausgeschichte im Zeitraum des Nationalsozialismus dient. In diesem Teil der Ausstellung findet außerdem die Geschichte der Widerstandsgruppe um Jochen Bock ihren Platz.

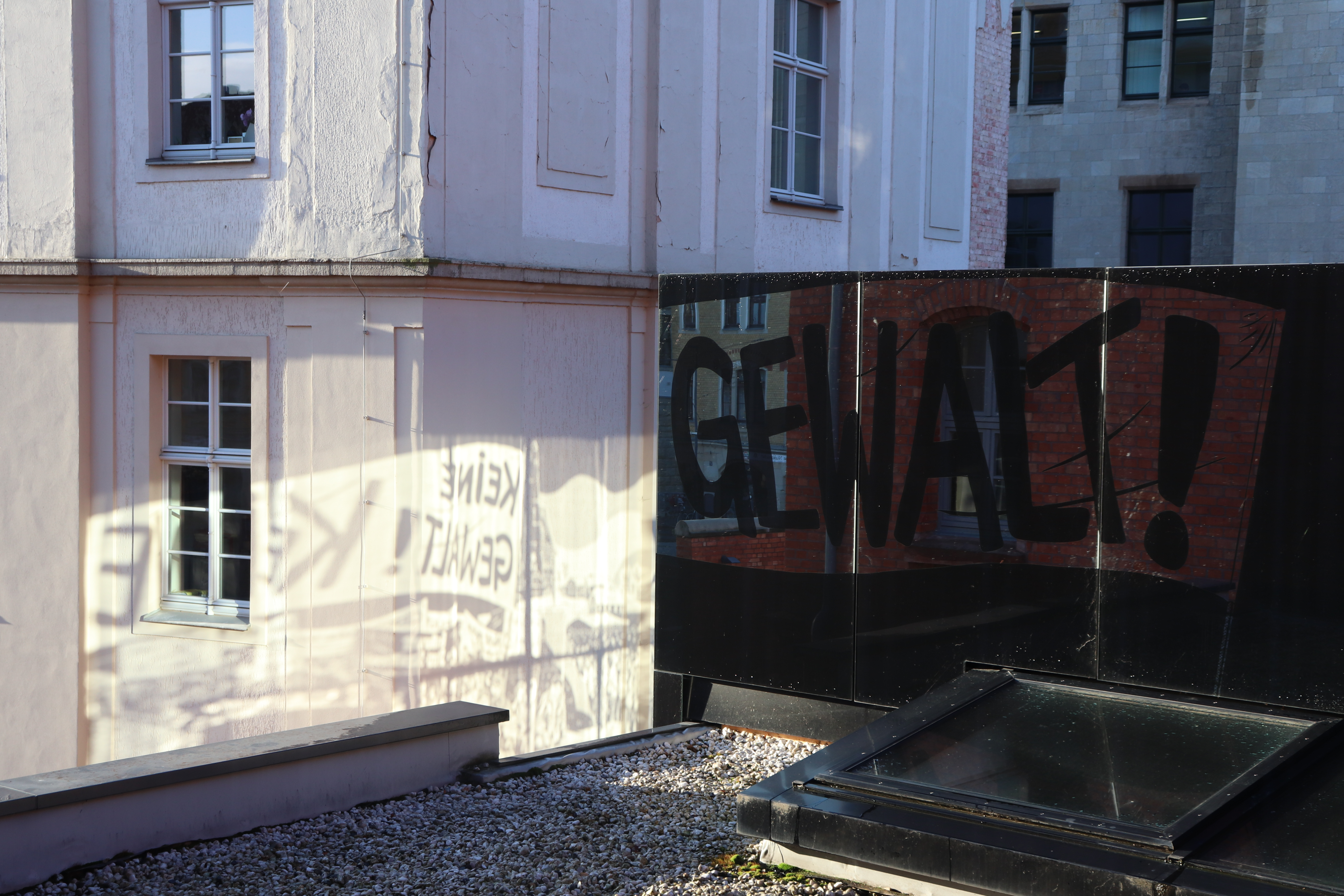
Spiegelung des Schriftzuges „Keine Gewalt!“ vom Glaskubus der Gedenk- und Bildungsstätte.

### Kubus der Friedlichen Revolution

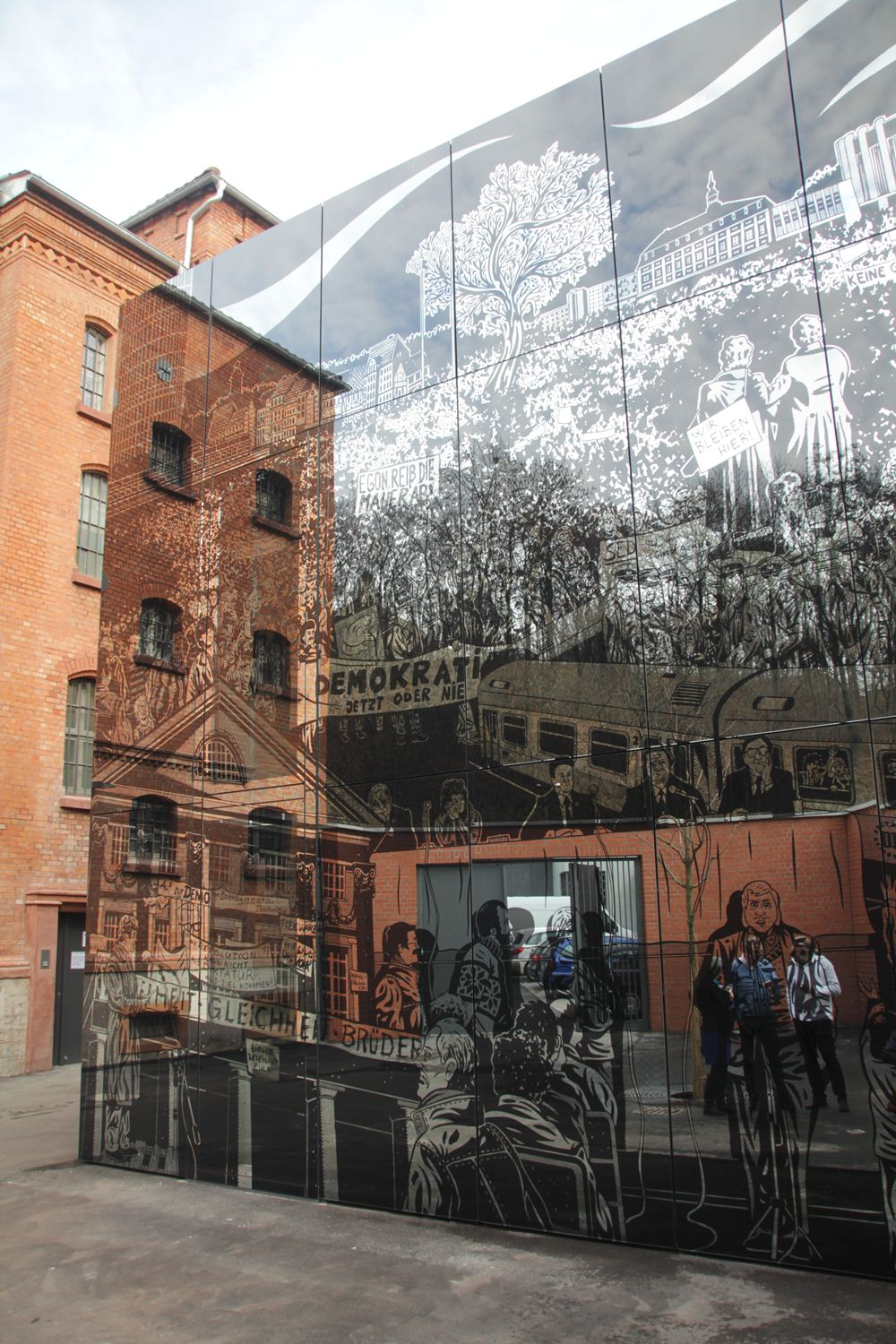
Die ehemalige MfS-U-Haft spiegelt sich in den Bildern der Friedlichen Revolution auf dem Kubus der Gedenk- und Bildungsstätte in Erfurt.

Wahrzeichen der Gedenk- und Bildungsstätte Andreasstraße ist der Anbau aus Beton und Glas mit seiner verspiegelten Comic-Fassade. Den vom Architekturbüro Stadermann projektierten Kubus widmete die Stiftung Ettersberg der Friedlichen Revolution in Thüringen. Das knapp 40 Meter lange Fassadenbild gestalteten die Agentur freybeuter und der Zeichner Simon Schwartz auf Grundlage zahlreicher Originalfotos vom Herbst 1989. Die ehemalige MfS-U-Haft spiegelt sich in den Bildern der Friedlichen Revolution auf dem Kubus der Gedenk- und Bildungsstätte in Erfurt.
Im Inneren des Kubus befindet sich der Veranstaltungsraum der Gedenkstätte. Darin finden unter anderem die Veranstaltungsreihen „Buch im Kubus“, „Wissenschaft im Kubus“ und „Bühne im Kubus“ statt und bieten einem breiten Publikum Lesungen, Filmvorstellungen und Podiumsdiskussionen. Außerdem wird der Veranstaltungsraum für Tagesseminare genutzt. Neben den hauseigenen Veranstaltungen nimmt die Gedenk- und Bildungsstätte auch jährlich mit besonderen Aktionen an der „Langen Nacht der Museen“ der Stadt Erfurt teil.